# Hélder Esteves
Pour les articles homonymes, voir Esteves.
Hélder Vale de Prados Esteves est un footballeur portugais né le 1er juillet 1977 à Bragance au Portugal.

## Carrière
Après une formation au Havre AC et l'ATAC, le joueur ne parvient pas à convaincre pour continuer dans le circuit pro et tente de rebondir à US Lusitanos Saint-Maur. En 2000-2001, il inscrit 40 buts en 33 matchs de CFA, établissant le record de buts en une saison pour un joueur de cette division.

Une telle performance attire Guy Roux, qui le recrute à l'AJ Auxerre mais barré par une concurrence féroce où émerge un certain Djibril Cissé, le joueur évolue le plus souvent dans l'équipe B auxerroise.

Finalement, après 2 matchs en Ligue 1 en 2 saisons,  il rebondit au mercato hivernal 2003 où il est prêté en Ligue 2 à l'US Créteil-Lusitanos puis il fait une pige d'un an à l'ES Troyes AC avant de se poser 5 saisons en Bourgogne où il rejoint le Dijon FCO. 

Il termine sa carrière pro à l'US Créteil-Lusitanos en 2012.
En juillet 2014, il signe avec le FC Annecy comme entraîneur-adjoint tout en restant joueur de champ. En 2016, il devient l'entraîneur principal du club.

## Palmarès
- Champion de CFA (Groupe D) en 2001 avec l'US Lusitanos Saint-Maur
- Meilleur buteur de CFA (4e division) lors de la saison 2000-2001, avec 40 buts en 33 matchs[2].